# Wallgau
Wallgau ist eine Gemeinde im oberbayerischen Landkreis Garmisch-Partenkirchen. 
Sie gehört mit Garmisch-Partenkirchen als Kreishauptort und kulturellem Zentrum sowie weiteren Gemeinden zum Werdenfelser Land. Wenige Kilometer entfernt verläuft südlich die deutsch-österreichische Grenze.
Wallgau bildet zusammen mit Krün und Mittenwald den Tourismusverbund Alpenwelt Karwendel, der die Region ganzjährig als Ausgangspunkt für Sport- und Freizeitaktivitäten wie Wandern und Skilanglauf vermarktet. Die Gemeinde zählt gut 1500 Einwohner.

## Geographie

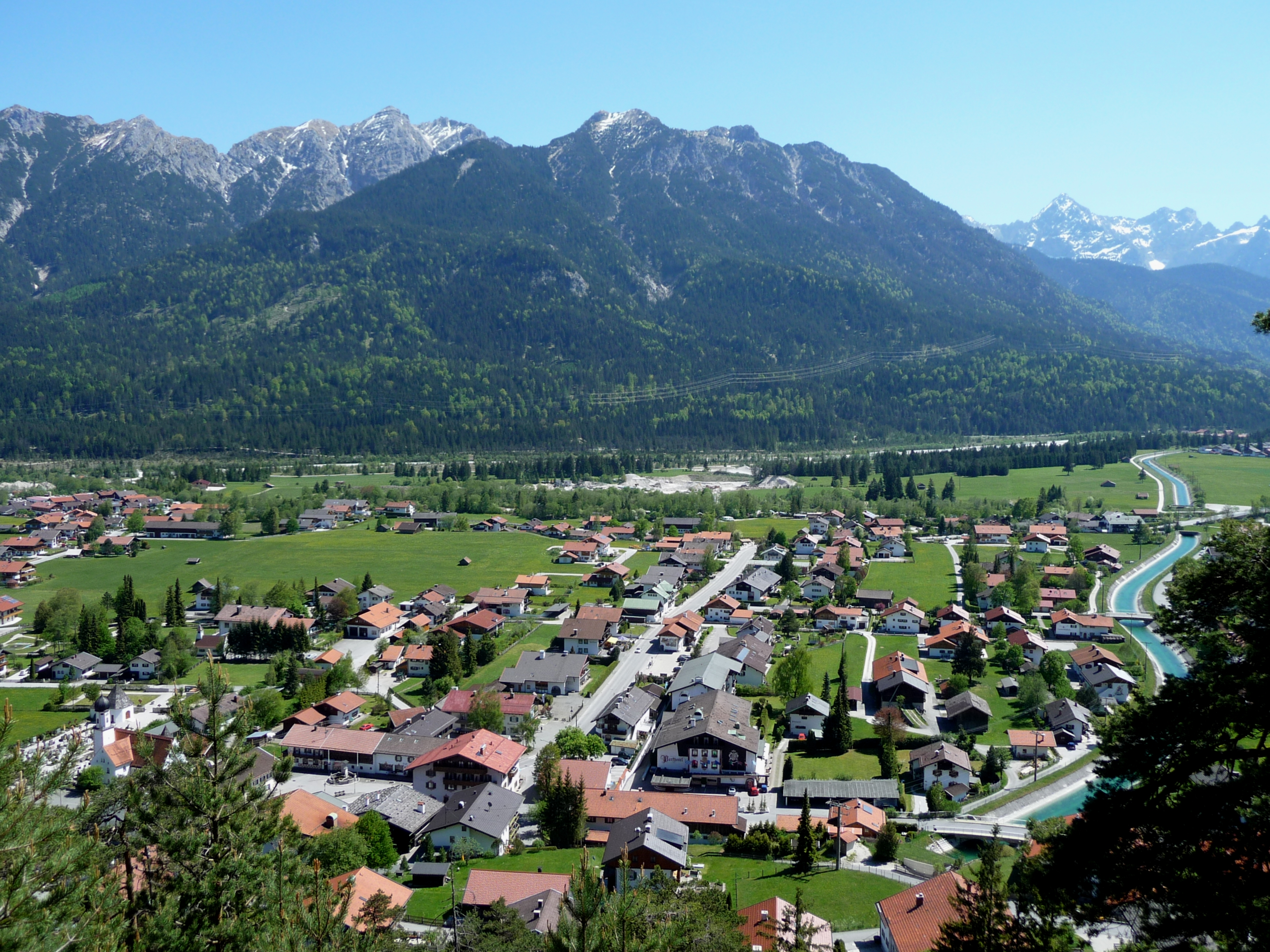
Blick vom Wanderweg am Krepelschrofen auf Wallgau und Schöttlkarspitze, Mai 2011

Wallgau liegt im Oberen Isartal etwa 14 Kilometer östlich von Garmisch-Partenkirchen und gehört zum Werdenfelser Land in der Region Oberland.
Neben Mittenwald und Krün ist Wallgau die nördlichste der drei Gemeinden im Oberen Isartal, die sich zur Alpenwelt Karwendel touristisch zusammengeschlossen haben. Gemeinsam mit Krün befindet sich die Gemeinde an der Grenze der Gebirgsgruppen Bayerische Voralpen im Norden und Karwendel im Süden. Den Ort überragt im Südosten die Schöttelkarspitze mit 2050 m ü. NHN. der zu Mittenwald gehörenden Soierngruppe, während im Nordwesten das durchschnittlich etwa 2000 m ü. NHN hohe Estergebirge mit dem Schafkopf (1310 m ü. NHN) und dem Hausberg Krepelschrofen (1160 m ü. NHN) als Ausläufer direkt oberhalb des Ortes verläuft. In südwestlicher Richtung dominiert optisch das Wettersteingebirge, dessen Kamm zusammen mit dem Karwendel die Grenze zu Österreich bildet.
Zu Wallgau gehört als Gemeindeteil der westliche Teil des Weilers Obernach mit den beiden Gehöften Öttl und Wolf. Sie liegen südlich von Einsiedl unmittelbar an der ostwärtigen Grenze des Landkreises; postalisch gehören sie – wie auch der östliche Teil – zum Ort Walchensee. Politisch gehört der östliche Teil von Obernach zur Gemeinde Jachenau.
|                        | Einsiedl                                    |                    |
| Garmisch-Partenkirchen | Kompassrose, die auf Nachbargemeinden zeigt | Jachenau Lenggries |
|                        | Krün Mittenwald                             |                    |

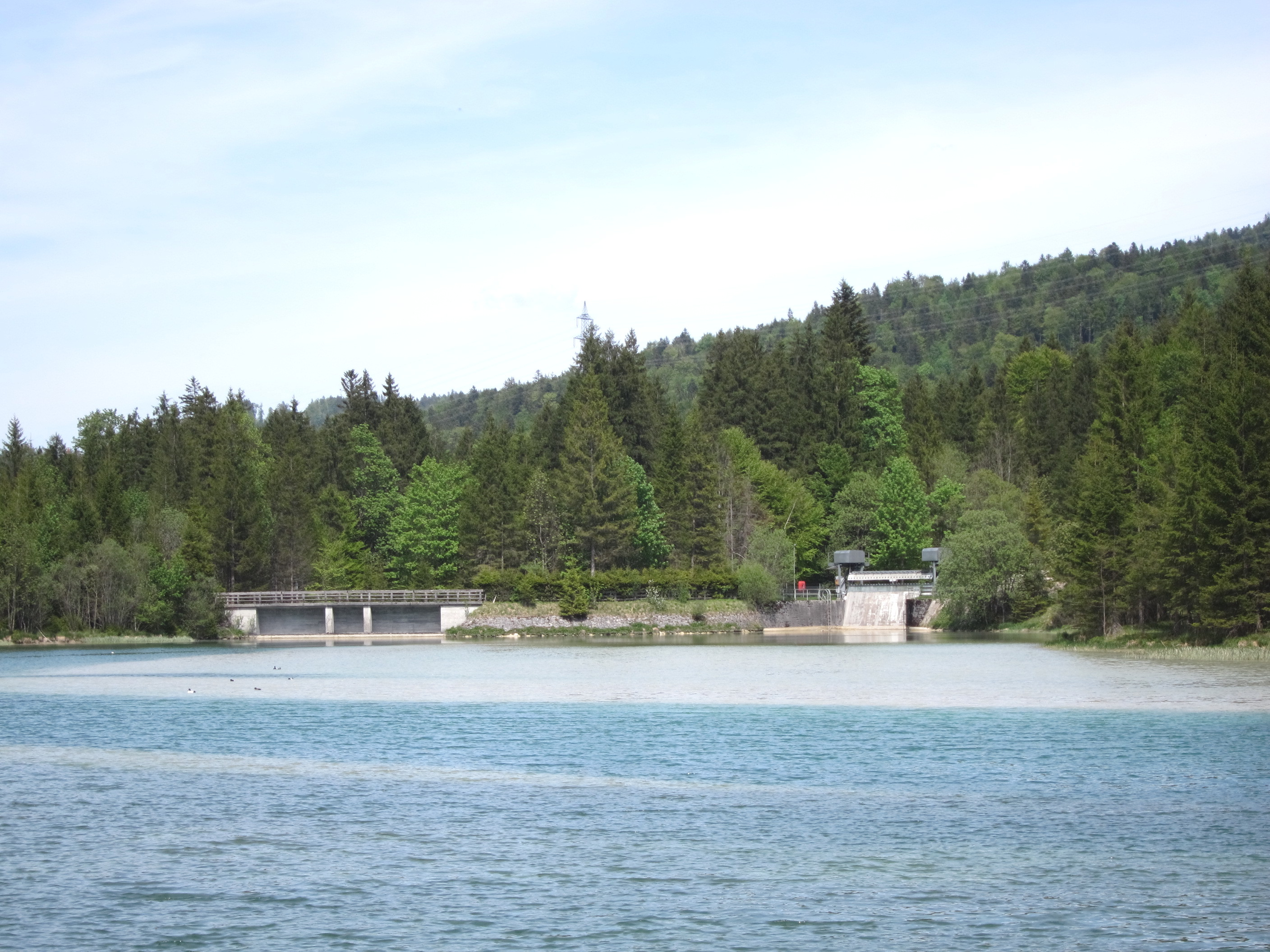
Sachensee: Stauwehr von Obernachkanal, Einlaufbauwerk

Im Südosten erstreckt sich die Isar, deren Flussbett seit dem Bau der Isarüberleitung zu Walchensee und Walchenseekraftwerk zu Beginn des 20. Jahrhunderts nahezu ausgetrocknet ist bzw. nur mit einer Mindestmenge beschickt wird. Der Überleitungskanal fließt ausgehend vom Stauwehr Krün durch Wallgau in einen Tunnel nahe dem Ortszentrum zum nördlich gelegenen Sachensee, von dort wiederum im Tunnel zum Kraftwerk Obernach am Walchenseeufer, überschüssige Mengen fließen im Obernachkanal ab. Südlich der Ortschaft verläuft der Finzbach. Das Isartal ostwärts bildet den westlichen Zugang zum Isarwinkel.

## Geschichte

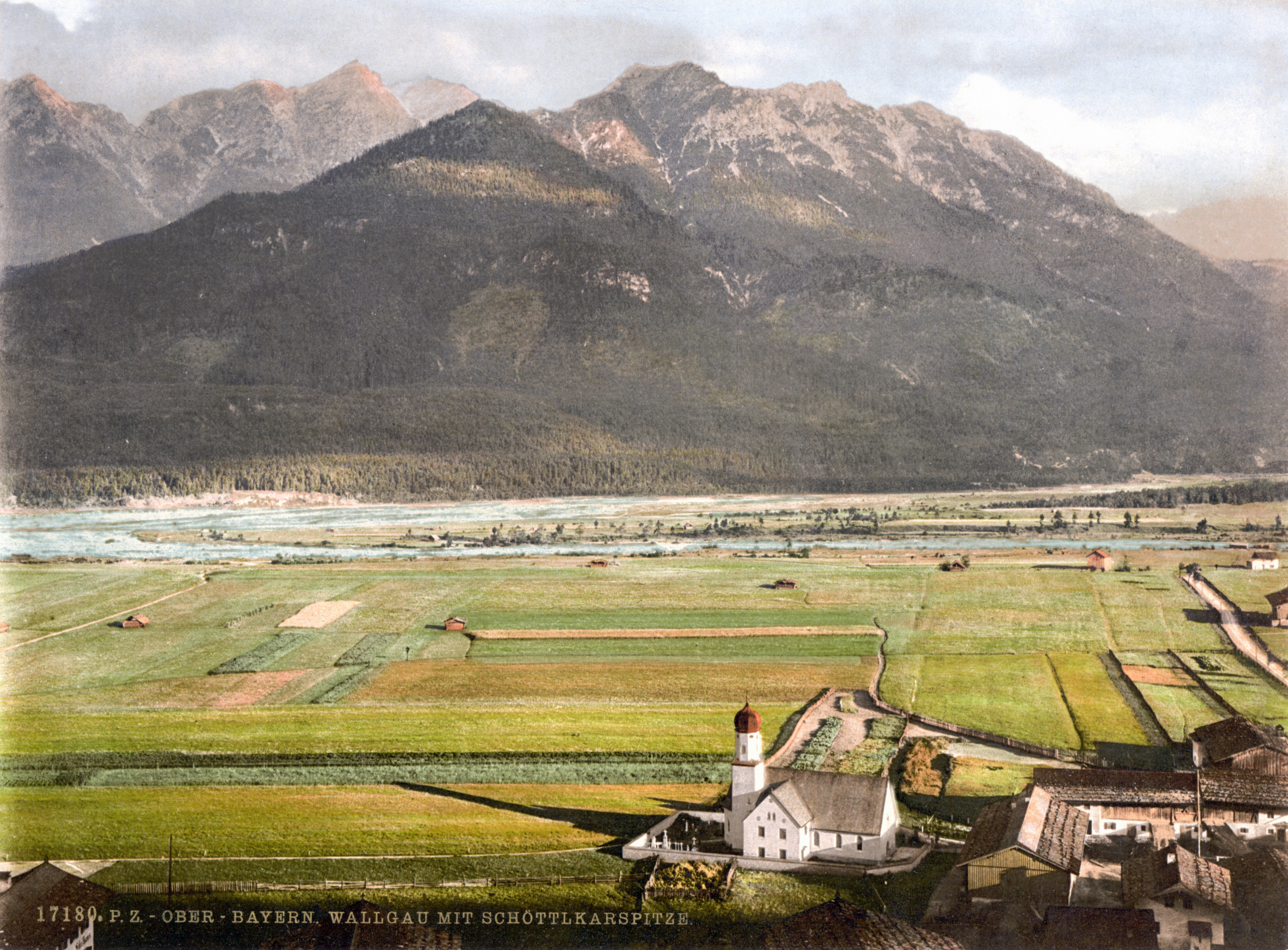
Wallgau mit Schöttlkarspitze um 1900

### Bis zur Gemeindegründung
Die Entwicklung des Ortes ist mit der Geschichte des Werdenfelser Landes eng verknüpft. Wallgau wurde erstmals im Jahr 763 als walhogoi in der Gründungsurkunde des Klosters Scharnitz (scarantia) erwähnt. Der „Gau der Walchen“ oder „Welschen“ bot römischen Siedlern und Legionären zur Bewahrung ihrer Tradition nach dem Verfall der Provinz Raetia Zuflucht vor den Bajuwaren. Zehn Jahre später wurde das Kloster wegen seiner unwirtlichen Lage mit Kloster Schlehdorf vereinigt.
Im Mittelalter gehörten große Teile des Werdenfelser Landes den Grafen von Eschenlohe, deren Adelsgeschlecht Verbindungen zu den Grafen von Andechs – eine der bedeutendsten Adelsfamilien im Heiligen Römischen Reich – hatte. 1294 verkaufte Graf Berthold III. von Eschenlohe seinen Besitz aufgrund fehlender männlicher Nachkommen an das Hochstift Freising; die „reichsunmittelbare, fürstbischöfliche Freising’sche Grafschaft Werdenfels“ mit der 1180 von Herzog Otto von Wittelsbach errichteten Burg Werdenfels als Verwaltungsmittelpunkt entstand. Wallgau unterstand damit der Freisinger Landesherrschaft. Gleichzeitig unterstand es aber auch der Grundherrschaft des Klosters Benediktbeuern, das im 13. Jahrhundert seinen Einflussbereich nach Süden ausdehnte und beim heutigen Krün und Wallgau roden und siedeln ließ. Im Jahr 1294 wurde der Ort als walgaw im Salbuch des Klosters Benediktbeuern mit zwei zum Kloster gehörenden Schwaigen (vaccariae) urkundlich erwähnt. 1491 benötigte das Kloster wegen des Klosterbrandes im Vorjahr erhebliche Mittel für den Wiederaufbau und veräußerte Wallgau zusammen mit dem Nachbarort Krün (geruen) an das Hochstift Freising. Damit wurde ein altes Streitobjekt zwischen der Grafschaft Werdenfels und dem Kloster Benediktbeuern bereinigt.

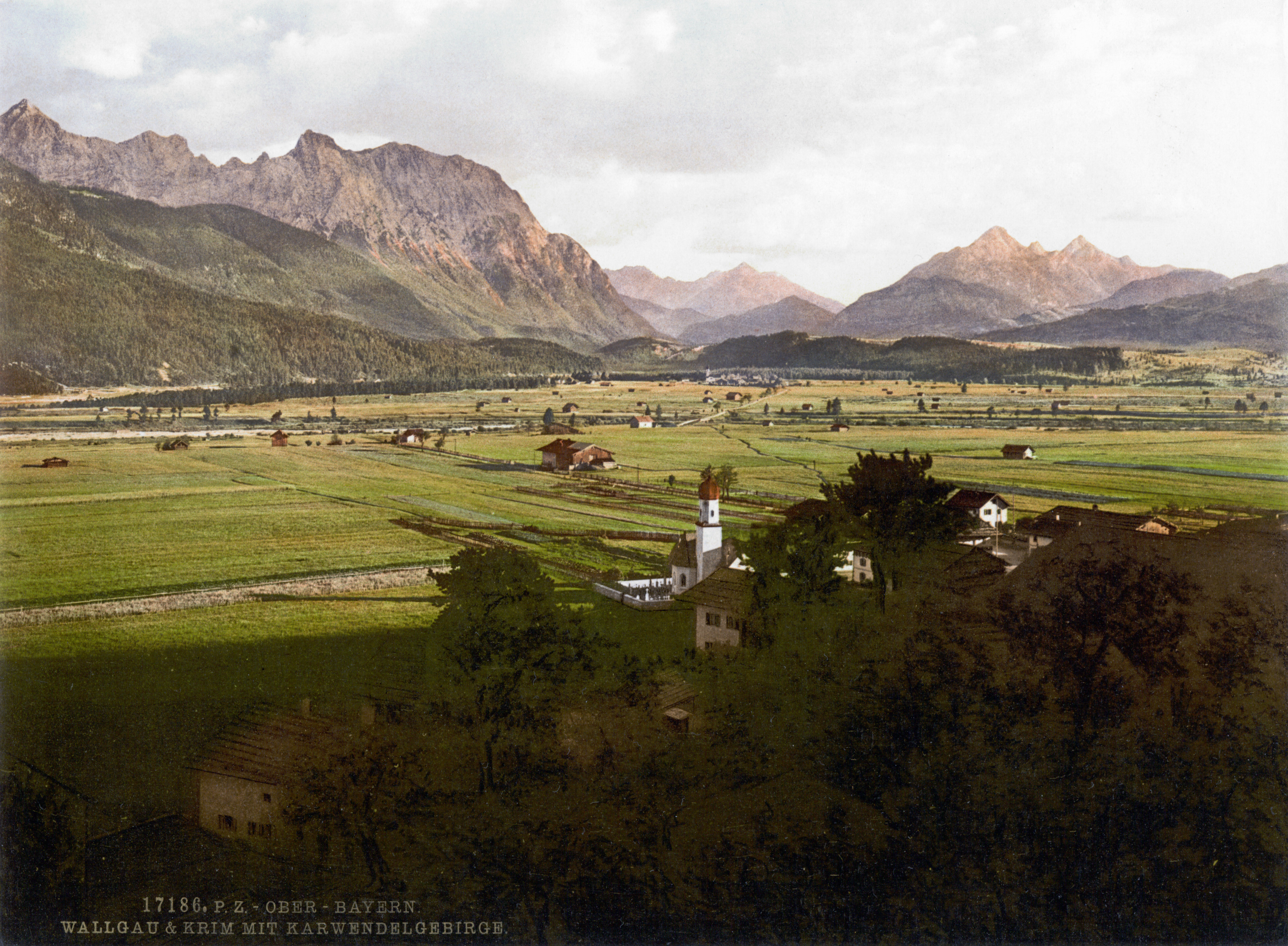
Wallgau mit Karwendelgebirge um 1900

Die Kontrolle der Handelsstraßen nach Italien sowie die Förderung von Silber- und Erzvorkommen verhalf einem Großteil der Bevölkerung zu Wohlstand und brachte der Grafschaft den Beinamen Goldenes Landl ein. Obwohl Wallgau mit der auch als Pilgerweg nach Santiago de Compostela genutzten Straße Via Regia ad Tyrolensis et Italos über den Kesselberg hinab nach Kochel am See an die Verkehrsadern der damaligen Zeit angebunden war, berührte der wirtschaftliche Aufschwung die Ortschaft kaum. Stattdessen waren die Einwohner mit der Bestellung der kargen Äcker, der Holzverarbeitung und der im 12. Jahrhundert einsetzenden Flößerei auf der Isar beschäftigt. Zu jener Zeit wuchs die Bedeutung der Wasserstraßen als Handelsverbindungen, da die Landwege aufgrund von Wegelagerern als unsicher galten. Die Flöße transportierten neben Personen auch einheimische Erzeugnisse, darunter Marmorsteine, Kreide, Holzkohle und gebrannten Kalkstein. Im 15. Jahrhundert beförderte die als Wasserrott bezeichnete Vereinigung von Flößern erstmals Waren aus Italien nach München und über die Donau weiter nach Österreich und Ungarn. 1922 fuhr das letzte Floß von Wallgau aus die Isar hinab, bevor dem Fluss das Wasser zum Betrieb des Walchenseekraftwerkes entzogen wurde. Seit 1990 wird ein Teil des Wassers in das Flussbett zurückgeleitet.
Infolge des Spanischen und Österreichischen Erbfolgekrieges zu Beginn des 18. Jahrhunderts mit Überfällen aus dem angrenzenden Tirol sowie der Napoleonischen Kriege verarmte die Bevölkerung. Am 19. August 1802 besetzte kurbayerisches Militär mit einem Korporal und sechs Gemeinen Wallgau. Offiziell ging Wallgau im Zuge der mit dem Reichsdeputationshauptschluss vom 25. Februar 1803 verbundenen Säkularisation in den Besitz des Kurfürstentums Bayern über. In den Jahren 1808 bis 1818 entwickelte sich auf Grund mehrerer Gemeindeedikte des nunmehrigen Königreichs Bayern Wallgau als politische Gemeinde.

### 20. und 21. Jahrhundert
Anfang des 20. Jahrhunderts brachte der noch als Sommerfrische bezeichnete Tourismus die ersten Gäste nach Wallgau.

### Einwohnerentwicklung

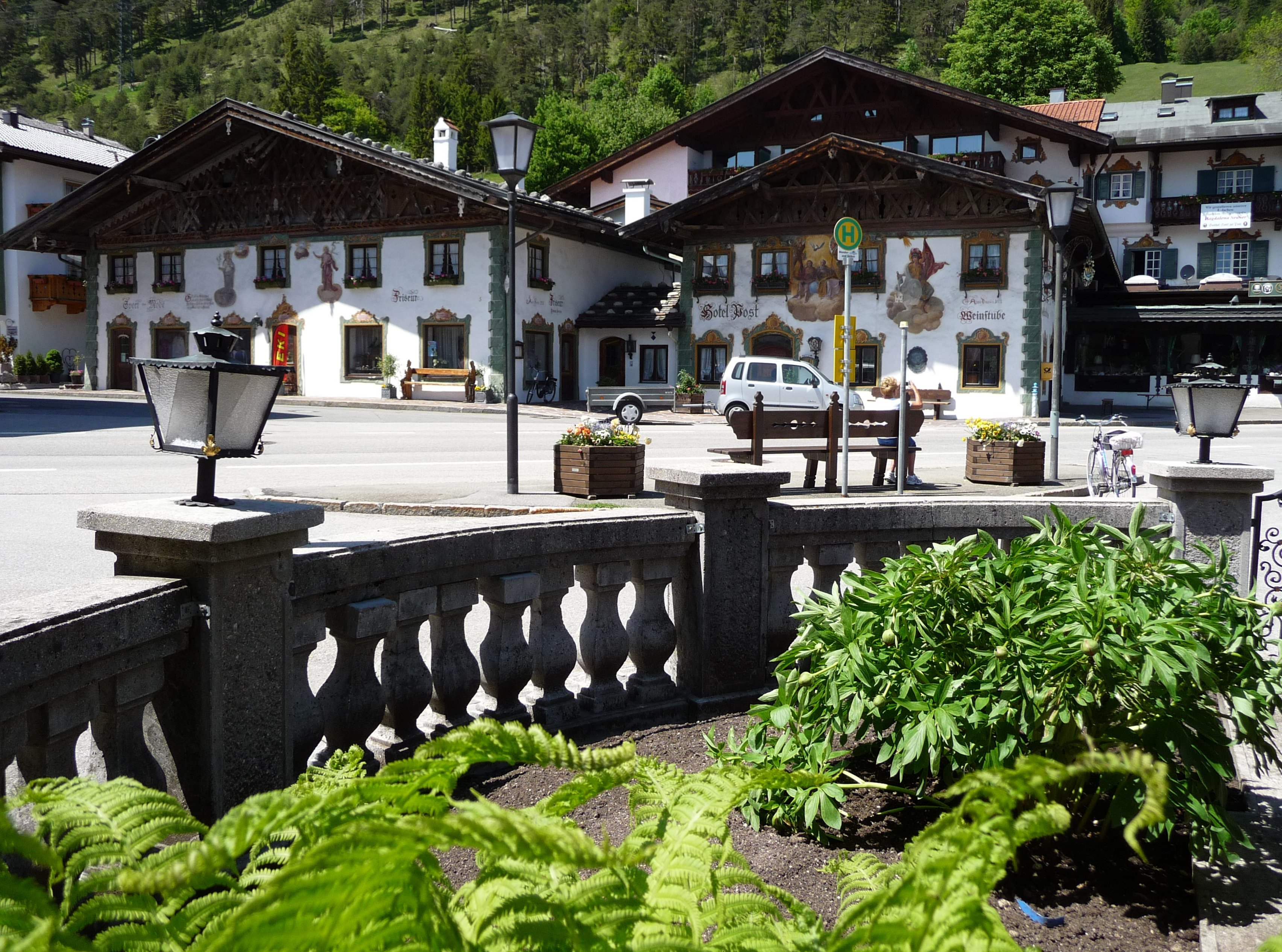
Ortszentrum mit Dorfplatz, Mai 2009

Die Bevölkerung Wallgaus stieg seit Mitte des 19. Jahrhunderts von knapp 300 Einwohnern kontinuierlich an und erreicht gegenwärtig mehr als den fünffachen Wert. Nach dem Zweiten Weltkrieg gab es den größten Zuwachs. Zwischen 1987 und 2007 wuchs die Gemeinde um 341 Einwohner (29,1 Prozent).
Ende 2021 überwog der Anteil der männlichen Einwohner mit 50,7 Prozent leicht. Zudem waren gemäß Altersstruktur 881 Einwohner und damit mehr als die Hälfte 40 Jahre und älter.
| Jahr | Einwohner |  | Jahr | Einwohner |
| ---- | --------- |  | ---- | --------- |
| 1840 | 274       |  | 2012 | 1404      |
| 1871 | 265       |  | 2013 | 1420      |
| 1900 | 367       |  | 2014 | 1434      |
| 1925 | 599       |  | 2015 | 1458      |
| 1939 | 625       |  | 2016 | 1485      |
| 1950 | 913       |  | 2017 | 1511      |
| 1961 | 942       |  | 2018 | 1505      |
| 1970 | 1171      |  | 2019 | 1529      |
| 1987 | 1170      |  | 2020 | 1531      |
| 2011 | 1380      |  | 2021 | 1520      |

| Altersgruppe | insgesamt | männlich | weiblich |
| ------------ | --------- | -------- | -------- |
| unter 6      | 97        | 46       | 51       |
| 6–15         | 116       | 66       | 50       |
| 15–18        | 41        | 25       | 16       |
| 18–25        | 109       | 55       | 54       |
| 25–30        | 100       | 59       | 41       |
| 30–40        | 176       | 95       | 81       |
| 40–50        | 170       | 79       | 91       |
| 50–65        | 356       | 185      | 171      |
| über 65      | 355       | 160      | 195      |
| Gesamt       | 1520      | 770      | 750      |

Stand: Ende 2021
Quelle: Bayerisches Landesamt für Statistik und Datenverarbeitung

## Politik

### Gemeinderat

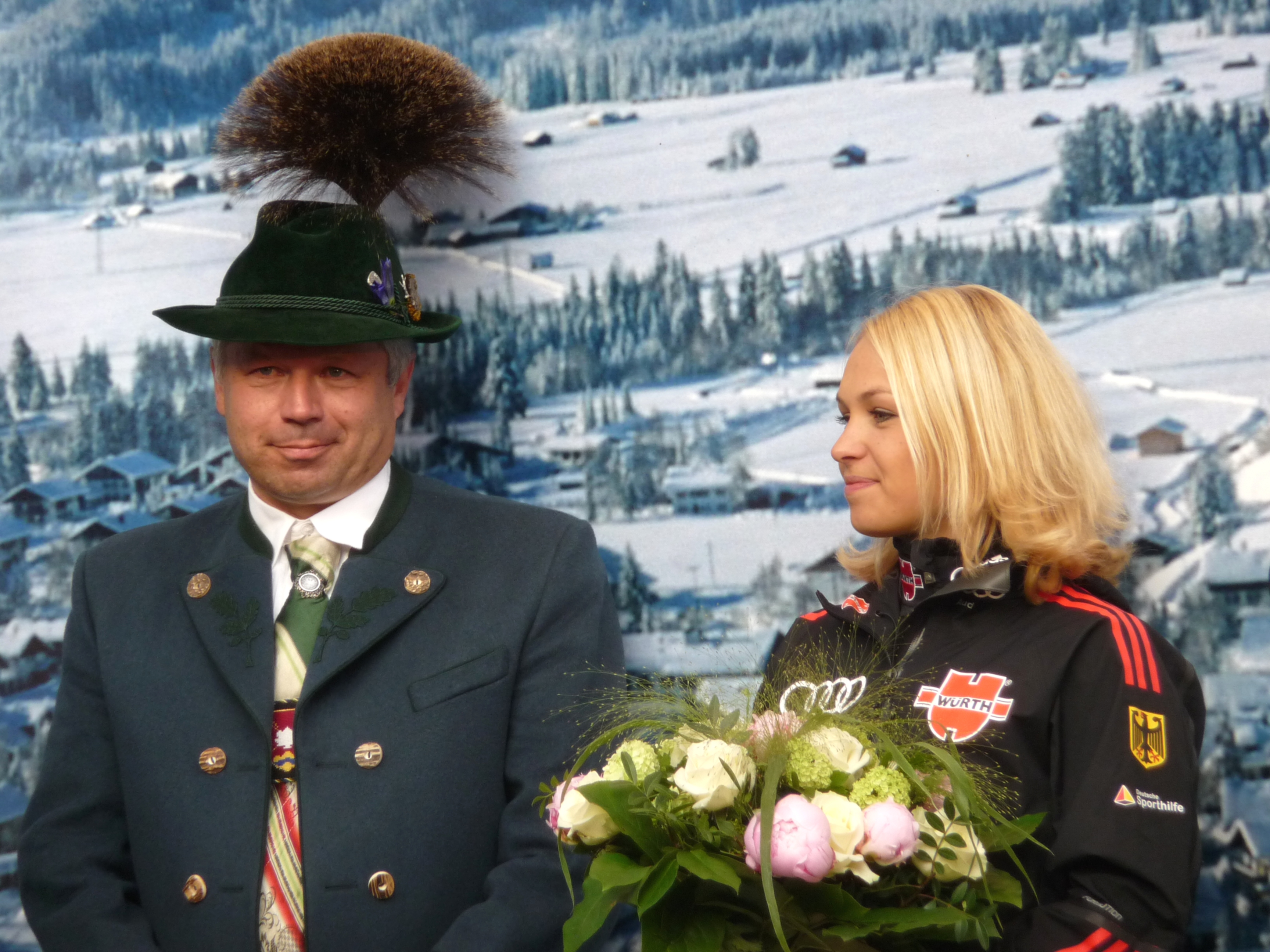
Ex-Bürgermeister Hansjörg Zahler mit Biathletin Magdalena Neuner beim Empfang auf dem Dorfplatz, April 2011

Der Gemeinderat besteht aus zwölf Mitgliedern, die für eine Amtsperiode von sechs Jahren gewählt werden.
Die Gemeinderatswahl vom 15. März 2020 hatte eine Wahlbeteiligung von 70,28 Prozent und führte zu folgender Sitzverteilung im Rathaus:
| Partei                                     | Stimmenanteil | ±     | Sitze | ±  |
| ------------------------------------------ | ------------- | ----- | ----- | -- |
| Wallgauer Wählerverein                     | 46,1 %        | +14,7 | 6     | +2 |
| CSU / Freie Unabhängige Wählergemeinschaft | 33,6 %        | −9,0  | 4     | −1 |
| Junge Mitarbeiter                          | 20,3 %        | −5,7  | 2     | −1 |
| Gesamt                                     | 100 %         |       | 12    |    |

±: Veränderung zu 2014     Quelle: Landratsamt Garmisch-Partenkirchen

### Bürgermeister
Erster Bürgermeister ist seit Mai 2020 Bastian Eiter (Wallgauer Wählerverein). Dieser wurde 2020 im Rahmen der Kommunalwahlen in Bayern mit 83,5 Prozent der Stimmen gewählt.

### Wappen
| | Blasonierung: „In Rot über goldenem Dreiberg, darin ein blauer Wellenbalken, eine silberne Pilgermuschel, der ein goldener Abtstab und ein goldener Flößerhaken schräg gekreuzt unterlegt sind.“ |
| Wappenbegründung: Der Dreiberg und der Wellenbalken im Schildfuß symbolisieren die Lage der Gemeinde im Gebirge und am Fluss. Die Pilgermuschel als Attribut des Heiligen Jakobus verweist auf das Patrozinium der Pfarrkirche Sankt Jakob. Der Abtstab stammt aus dem Wappen des Klosters Benediktbeuern und erinnert an die ehemaligen grundherrschaftlichen Rechte des Klosters im späten Mittelalter. Die Tingierung in Rot und Gold übernimmt die Farben des bis 1803 herrschenden Hochstifts Freising. Der Flößerhaken bezieht sich auf das früher betriebene gleichnamige Gewerbe. Die Gemeinde Wallgau führt das Wappen seit 1963. | |

## Kultur und Sehenswürdigkeiten

### Pfarrkirche Sankt Jakob

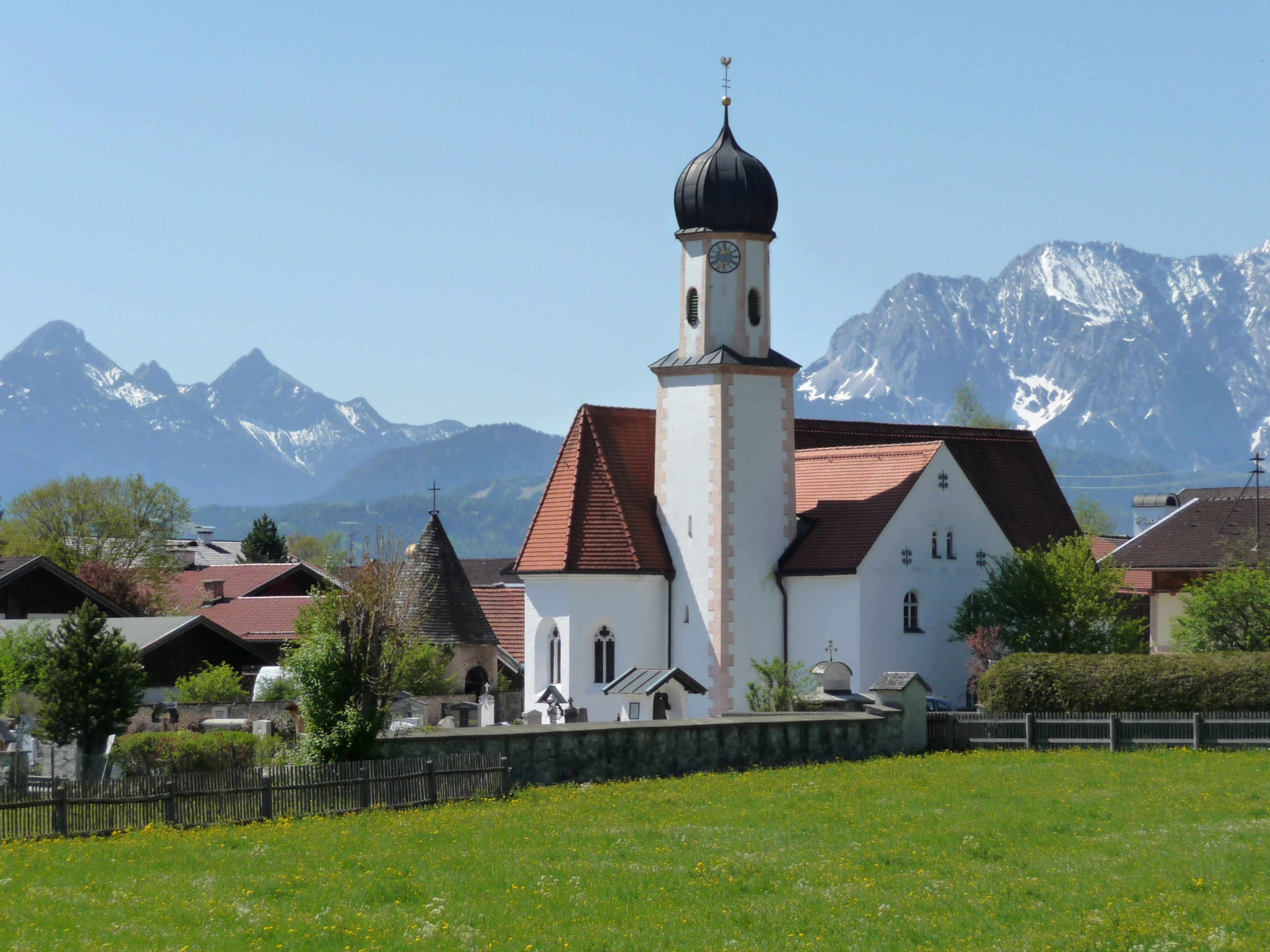
Pfarrkirche Sankt Jakob, Mai 2011

Der Bau der ersten Kirche erfolgte im Jahr 1295. An gleicher Stelle entstand im letzten Viertel des 15. Jahrhunderts eine neue Saalkirche im gotischen Baustil. Der Chor und das Sanktuarium blieben bis in die Gegenwart erhalten und bilden das älteste Gebäude in Wallgau. Der barocke erste Kirchturm mit Zwiebelhaube wurde 1680 errichtet. Mit der Erneuerung des Kirchturmes 1723/1724 begannen weitere Umbauarbeiten, die auch den 1735 gemalten Kreuzweg umfassten. Weitere Aus- und Umbauten zur Erweiterung des Längsschiffes und Vergrößerung des Gemeinderaumes folgten im 19. und 20. Jahrhundert. Die letzte umfassende Innen- und Außenrestaurierung mit anschließender Erneuerung der technischen Anlagen fand 1988 statt. Im Mai 2007 wurde die alte Orgel aus den 1950er-Jahren durch eine neue mit 14 Registern ersetzt.
Die Kirche befindet sich in der Ortsmitte von Wallgau unweit des Dorfplatzes und dient neben den Gottesdiensten auch als Veranstaltungsort für Konzerte und Lesungen. Auf dem Friedhof, der das Gebäude zur Hälfte umschließt, befindet sich eine 1896 errichtete Lourdesgrotte und eine vom Veteranen- und Kriegerverein gestiftete Ehrenglocke.
Seit Juni 2010 gehört Wallgau zum neuen Jakobsweg Isar–Loisach–Leutascher Ache–Inn, der den Münchner, den Tiroler und den Südostbayerischen Jakobsweg verbindet.

### Lüftlmalerei und Gasthof „Zur Post“

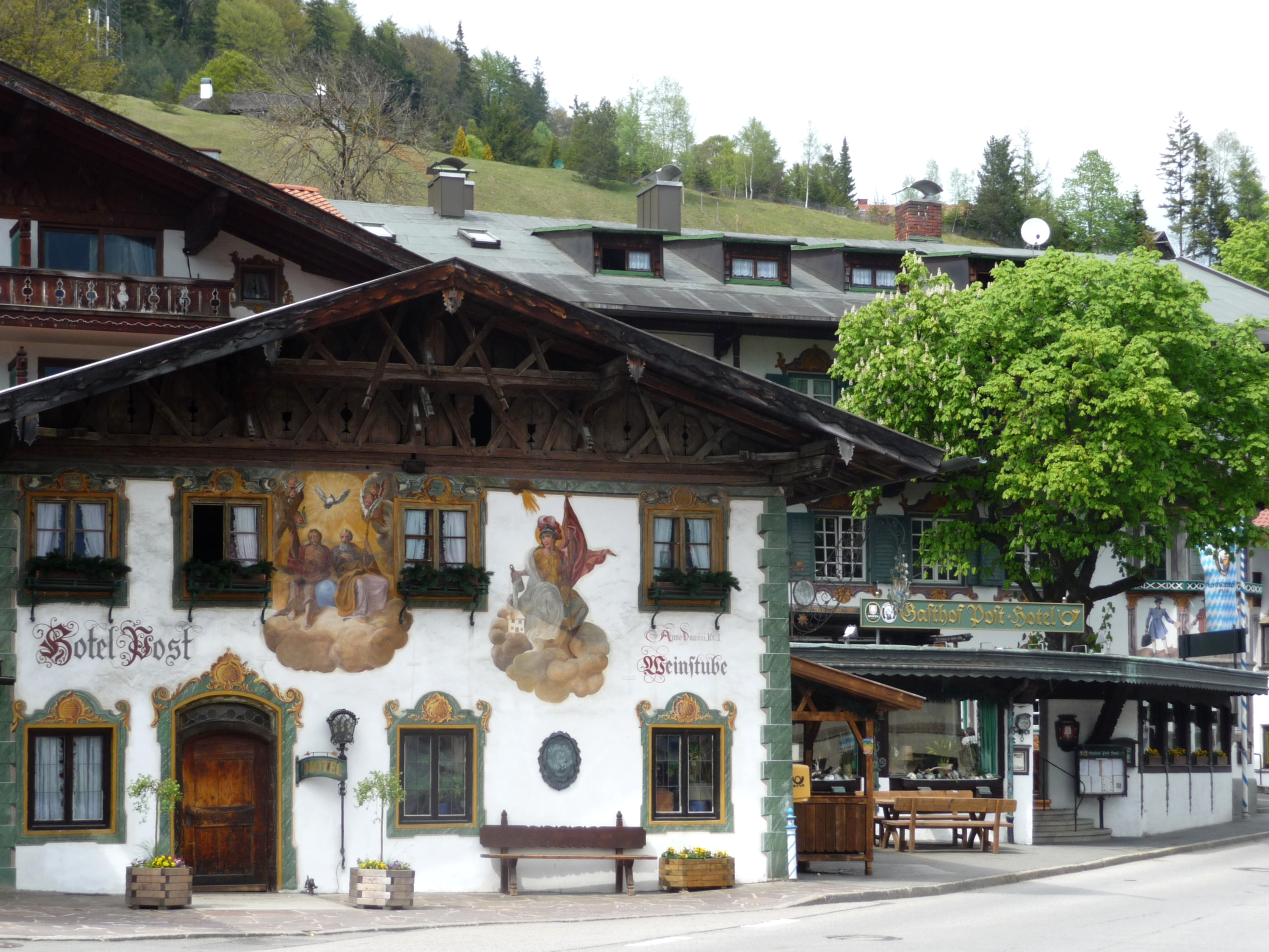
Gasthof Zur Post mit Lüftlmalerei: Dreifaltigkeit und Schutzheiliger Florian (linke Bildhälfte), Mai 2011

Die Handwerkskunst der Lüftlmalerei ist seit dem 18. Jahrhundert überwiegend im Werdenfelser Land sowie in Tirol verbreitet und wird bis in die Gegenwart praktiziert. In Wallgau schmücken neben religiösen Motiven insbesondere historische Darstellungen mit erzählendem Charakter – unter anderem aus der Zeit der Flößerei – viele Häuserfassaden. Beispielhaft ist der 1621 von Simon Niggl errichtete Gasthof Zum alten Wirt mit Fresken des Mittenwalder Lüftlmalers Franz Karner aus dem Jahr 1763.
Der 1907 als Ergänzung zum alten Gasthof entstandene Neubau trägt gegenwärtig den Namen Hotel Zur Post. Als erste Postlinie verkehrte ab 1665 die Thurn und Taxis’sche reitende Post, die 1760 von der fahrenden Personenpost abgelöst wurde. Am 7. September 1786 fuhr der Dichter Johann Wolfgang von Goethe auf seiner Reise nach Italien mit der Postkutsche durch Wallgau und kehrte im Gasthof ein. Auch Heinrich Heine machte dort 30 Jahre später Rast. Zu den prominenten Gästen der jüngeren Geschichte gehörten Politiker und Persönlichkeiten der Unterhaltungsbranche, darunter die US-amerikanischen Schauspieler Richard Burton und Elizabeth Taylor.

### Brauchtum und Kultur

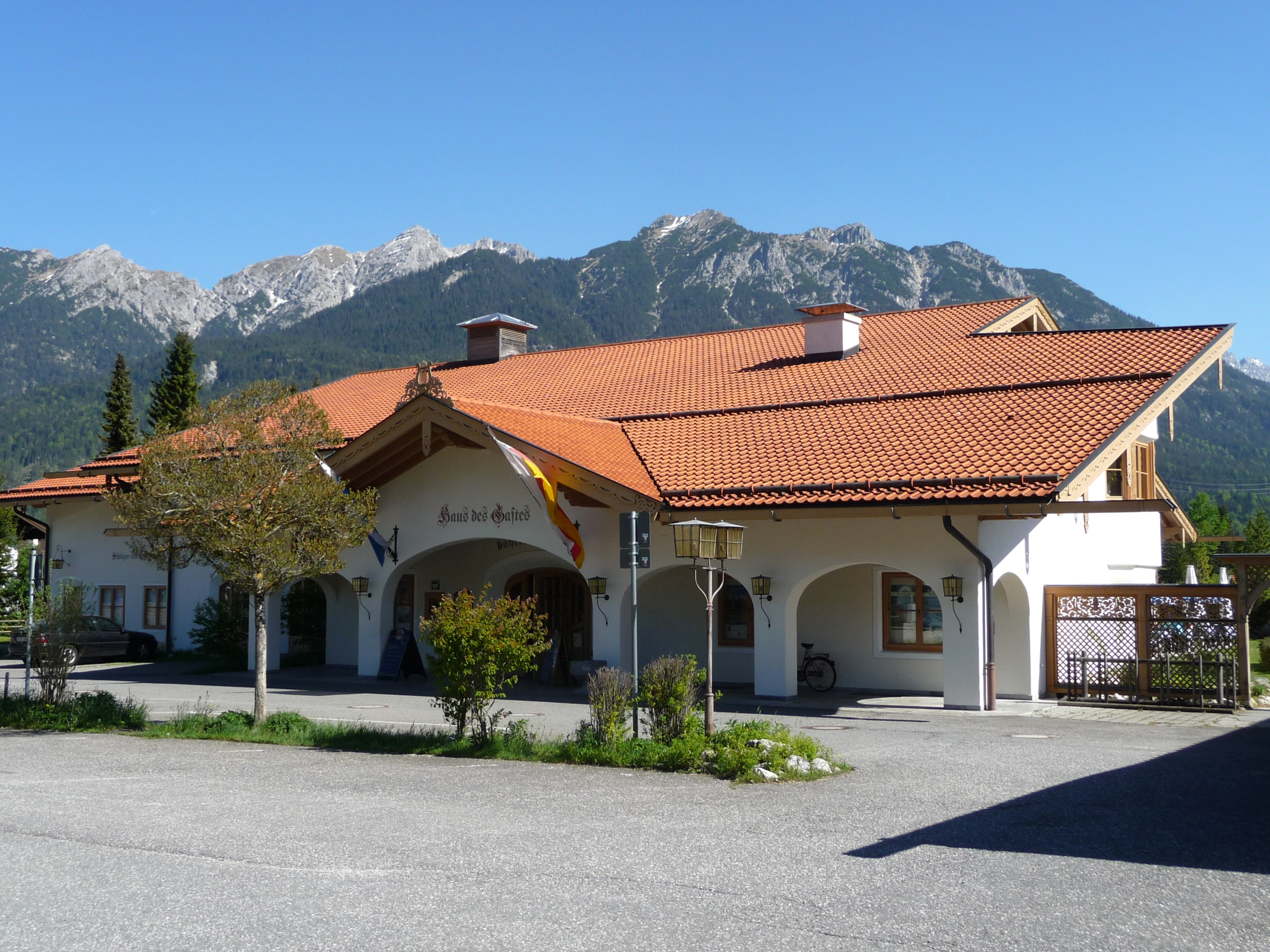
Haus des Gastes, Mai 2011

Die Brauchtumspflege in Wallgau basiert auf gesellschaftlichen Traditionen, die auch in anderen Gemeinden Oberbayerns und speziell im Werdenfelser Land üblich sind.
Zu den regelmäßigen Ereignissen religiösen Ursprungs gehören die Prozessionen zum Palmsonntag und Fronleichnam im Frühjahr, das Johannifeuer auf nahegelegenen Berggipfeln am Vorabend des Johannistages Ende Juni und Messen am benachbarten Simetsberg. Mit Mittenwald verbindet Wallgau die Umzüge zur Faschingszeit, insbesondere das Tragen charakteristischer Holzlarven. Die oft jahrhundertealten und in Familienbesitz befindlichen Gesichtsmasken sind Einzelstücke. Im Sommer geben die Wallgauer Dorfabende mit Schuhplattler-, Gesangs- und Musikeinlagen ebenso einen Einblick in die Lebensweise der Bevölkerung, wie Vorführungen des 1920 ins Leben gerufenen Trachtenvereins und des mit Laiendarstellern besetzten Bauerntheaters.
Die Musikkapelle Wallgau wurde im November 1948 gegründet, nachdem bereits seit 1920 eine erste Formation existiert hatte. Gegenwärtig gehört das etwa 35 Mann umfassende Blasorchester zum festen Bestandteil des örtlichen Kulturlebens. In der Hauptsaison gibt das in einheimischer Tracht auftretende Ensemble jeden Freitag ein Kurkonzert. Mit der Produktion von Tonträgern, diversen Auszeichnungen bei Landes- und Bundeswettbewerben sowie Rundfunkaufnahmen und Fernsehauftritten – unter anderem im Musikantenstadl – erlangte die Kapelle auch überregionale Bedeutung. Das Repertoire reicht von traditionellen Liedern hin zu modernen Werken.
Über das Brauchtum hinaus ist Wallgau Austragungsort für weitere kulturelle Veranstaltungen. Die Aufführungen finden überwiegend im Kurhaus Haus der Gastes statt. Der Veranstaltungssaal mit angeschlossener Gastronomie fasst bis zu 350 Personen.

### Sport

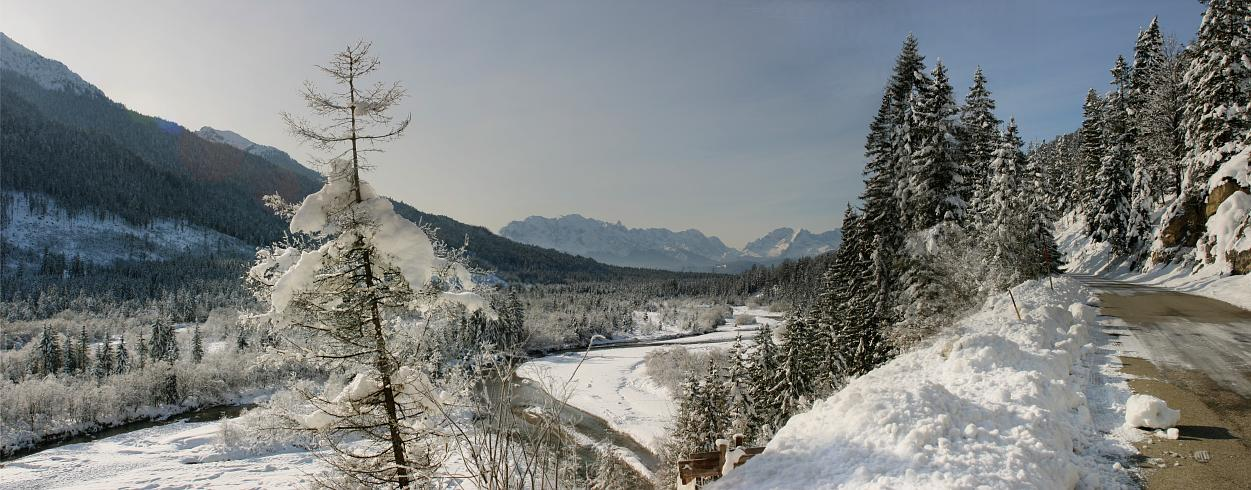
Isartal zwischen Vorderriß und Wallgau im Winter, November 2007

Die Gemeinde Wallgau verfügt mit dem Skiclub Wallgau, dem Golf- & Landclub Karwendel, der Schützengesellschaft Wallgau sowie einem Eisschützenverein und einer Modellflugsportgruppe über mehrere Sportvereine.
Der Skiclub Wallgau (kurz: SC Wallgau) wurde im Dezember 1950 gegründet. Er ist in die Sparten Alpin und Nordisch unterteilt. Der Neun-Loch-Platz des 1992 gegründeten Golf- & Landclubs Karwendel befindet sich am östlichen Ortsrand auf dem ehemaligen Flussbett der Isar an der Risser Straße.
Darüber hinaus gilt das Obere Isartal als eines der Zentren für den touristischen Breitensport in Deutschland. Der Tourismusverbund Alpenwelt Karwendel wurde im Januar 2008 auf der Messe CMT in Stuttgart als beliebteste Wanderregion 2007/08 ausgezeichnet. Für Wintersportler existiert ein insgesamt etwa 150 Kilometer langes Loipennetz.

## Wirtschaft und Infrastruktur

### Wirtschaft einschließlich Land- und Forstwirtschaft
Im Jahre 2021 gab es 222 sozialversicherungspflichtig Beschäftigte am Arbeitsort, davon 88 im Handel, Verkehr und Gastgewerbe, 44 bei Unternehmensdienstleistern sowie 31 bei öffentlichen und privaten Dienstleistern. Im Bereich der Land- und Forstwirtschaft sowie im produzierenden Gewerbe lagen keine Angaben vor. Mit 556 Beschäftigten am Wohnort hatten viele Einwohner ihren Arbeitsplatz außerhalb der Gemeinde.
Im Bauhauptgewerbe waren sechs Betriebe gemeldet. Im Jahr 2020 existierten zudem 17 landwirtschaftliche Betriebe, davon neun mit einer Nutzfläche von fünf bis unter zehn Hektar. Die landwirtschaftlich genutzte Fläche betrug insgesamt 332 Hektar bei einer Gemeindegebietsfläche von 3396 Hektar (Anteil: 9,8 Prozent). In Sachen Tierhaltung überwog der Bestand an Rindern gegenüber Schafen, Pferden und Hühnern deutlich.
26 größere Beherbergungsbetriebe (einschließlich Campingplätze) mit 527 angebotenen Gästebetten und 56.054 Gästeübernachtungen im Jahr 2021 belegen die Bedeutung des Fremdenverkehrs für die Gemeinde. Hinzu kamen weitere 56.717 Übernachtungen in Beherbergungsbetrieben mit weniger als zehn Gästebetten (einschließlich Privatquartiere), wobei die Zahlen in den von den Auswirkungen der COVID-19-Pandemie geprägten Jahren 2020 und 2021 deutlich rückläufig waren.
Die Gemeindesteuereinnahmen beliefen sich 2021 auf gut 1,7 Millionen Euro und erreichten ebenso wie die Bruttoausgaben mit über 5,4 Millionen Euro einen neuen Höchststand.

### Verkehr

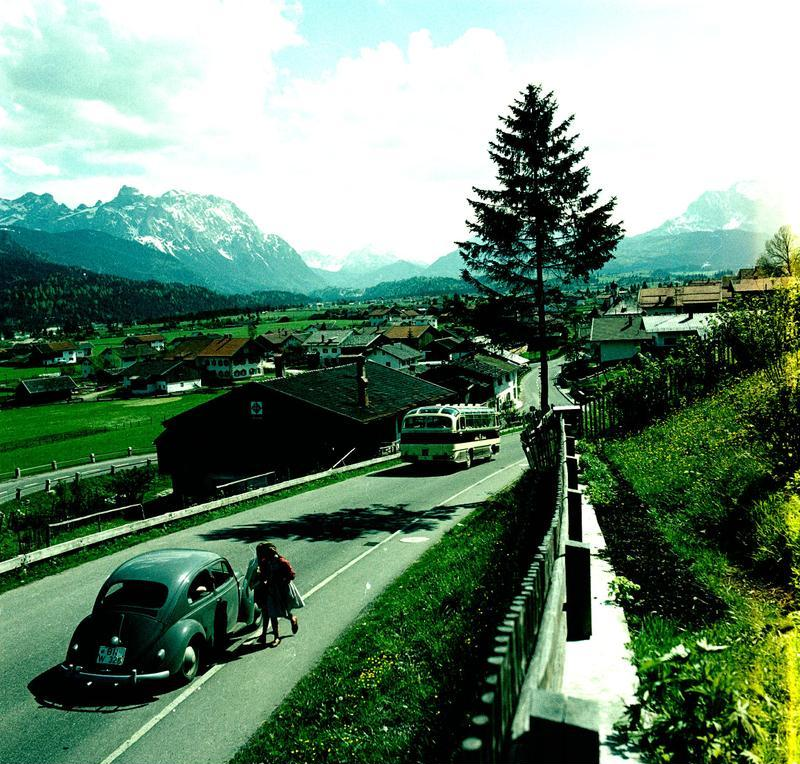
Bundesstraße 11 oberhalb von Wallgau mit Karwendel- und Wettersteingebirge, Mai 1960

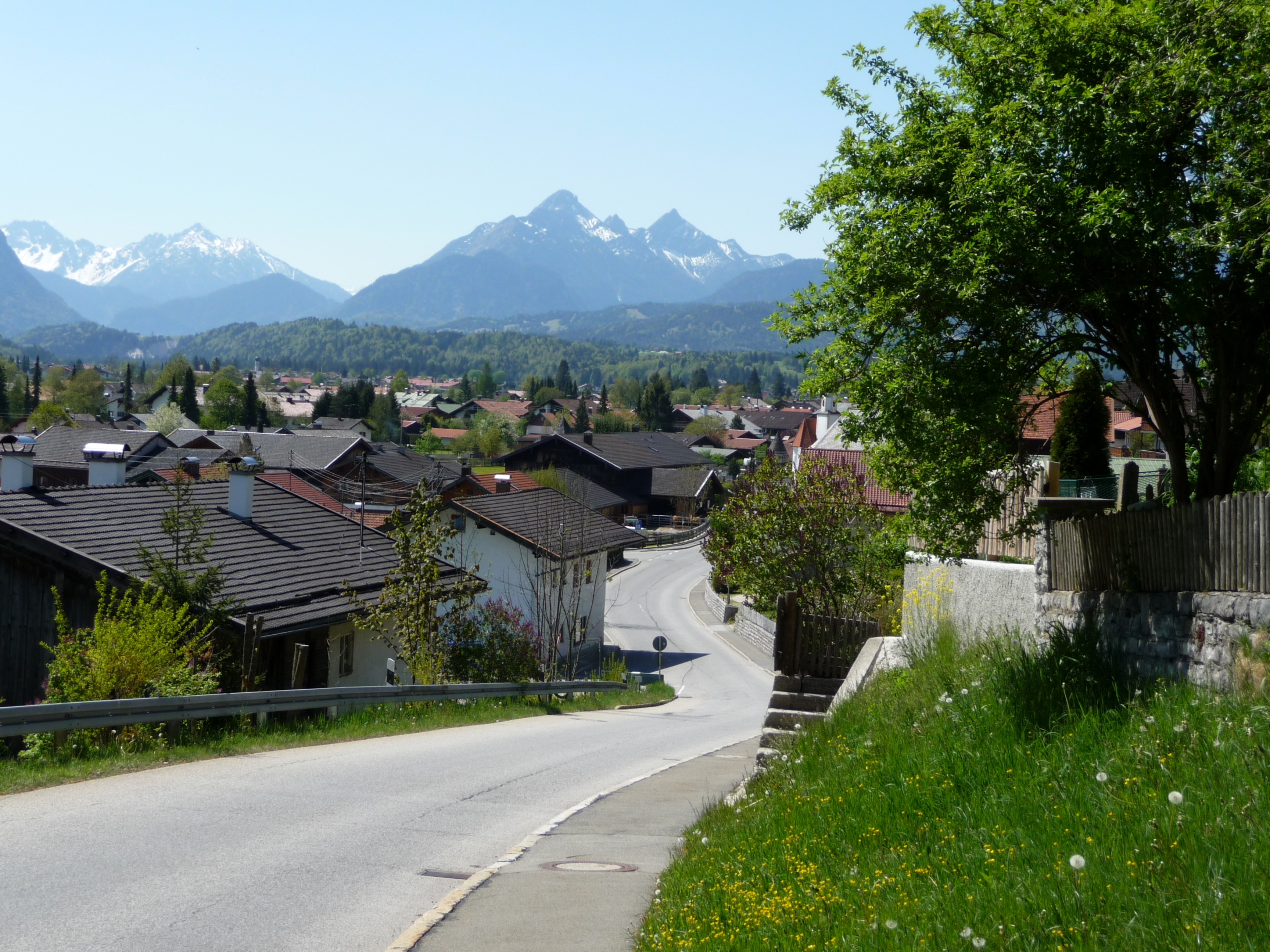
Derselbe Blick, Mai 2011

Wallgau liegt an der Deutschen Alpenstraße. Durch die Gemeinde verläuft die Bundesstraße 11 in nördlicher Richtung zum Walchensee und weiter nach Kochel am See. Richtung Süden endet sie in der Nachbargemeinde Krün und mündet dort in die Bundesstraße 2. Die Bundesstraße 11 wechselt innerhalb Wallgaus den Namen und heißt auf dem Abschnitt zwischen südlichem Ortseingang und Dorfplatz Mittenwalder Straße, im nördlichen Abschnitt Walchenseestraße. Darüber hinaus führt eine Mautstraße entlang der Isar ostwärts von Wallgau nach Vorderriß mit Anschluss zum Sylvensteinspeicher und nach Lenggries.
Wallgau ist in den Regionalverkehr Oberbayern integriert. Neben dem Linienbusverkehr richtete der Tourismusverbund Alpenwelt Karwendel seit Mai 2010 einen Gästebus als zusätzlichen Service ein, der im Sommer die Wanderwege und im Winter die Skigebiete sowie Langlaufloipen anfährt.
Der nächstgelegene Anschluss an das Regionalbahnnetz der Deutschen Bahn besteht im fünf Kilometer südwestlich gelegenen Krüner Gemeindeteil Klais. Bis 2007 war der Bahnhof an die InterCity-Strecke zwischen München und Innsbruck angebunden. Seit 1912 verbindet die ebenfalls durch Klais führende Mittenwaldbahn Garmisch-Partenkirchen mit Innsbruck. Das etwa 17 Kilometer nordöstlich gelegene Kochel am See ist Ausgangspunkt für Reisen mit der Kochelseebahn über Tutzing nach München.

### Bildung
Im Jahr 2022 gab es eine Kindertagesstätte mit neun tätigen Personen, 55 genehmigten Plätzen und 47 betreuten Kindern. In der einzigen öffentlichen Volksschule Wallgau-Krün unterrichteten sieben Lehrkräfte 114 Schüler in sechs Klassen.

## Persönlichkeiten

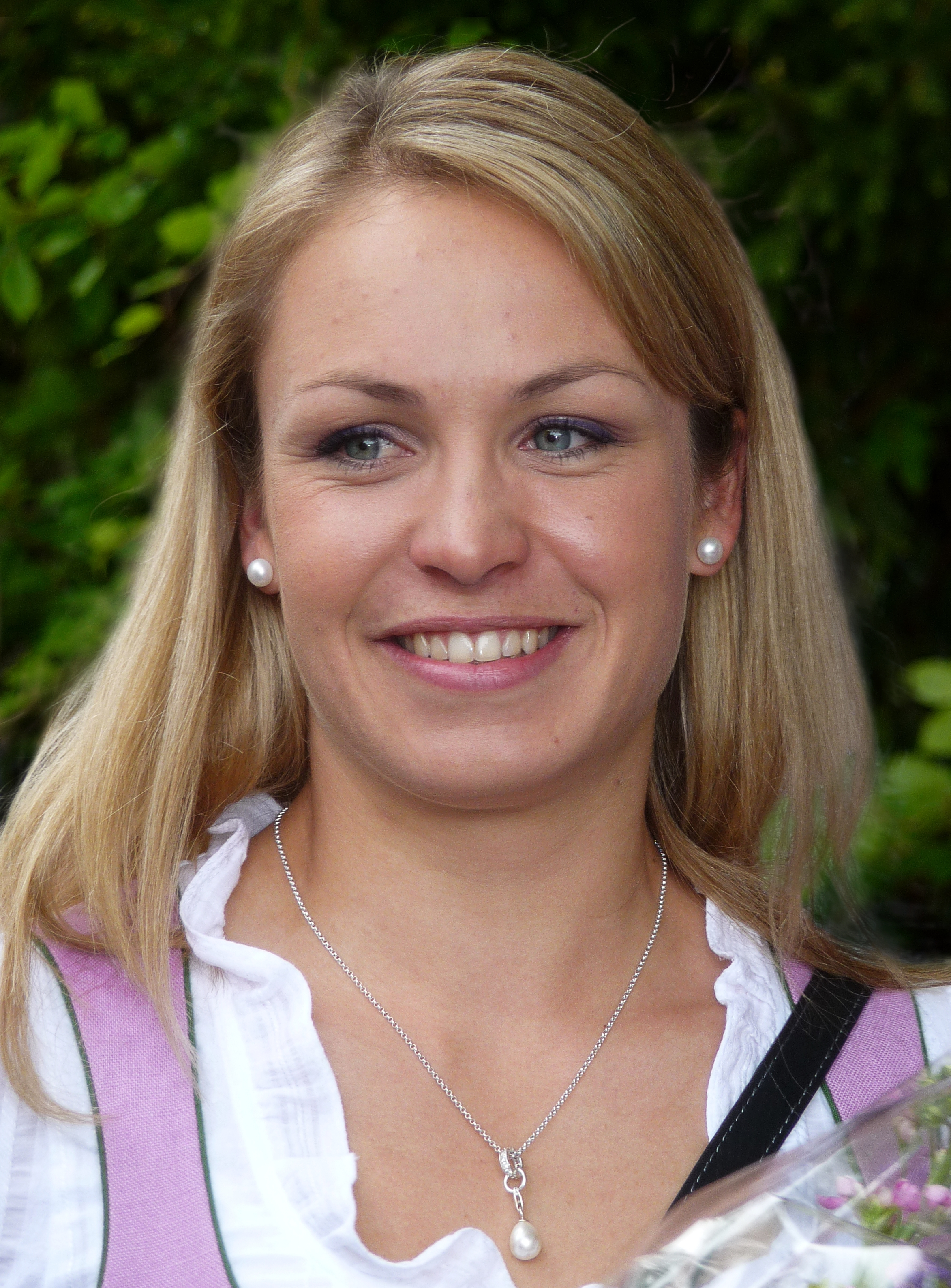
Magdalena Neuner bei der offiziellen Eröffnung des nach ihr benannten Panoramawegs, Mai 2013

Die 1987 in Garmisch-Partenkirchen geborene ehemalige Biathletin Magdalena Neuner lebt seit ihrer Kindheit in Wallgau. Sie war bereits als Juniorin erfolgreich und debütierte 2006 im Weltcup. Zu ihren größten Erfolgen zählen der Doppelsieg bei den Olympischen Winterspielen 2010, der dreifache Triumph im Gesamtweltcup 2007/2008, 2009/2010 und 2011/2012 sowie insgesamt zwölf Weltmeistertitel. Neben diversen Auszeichnungen gewann sie 2007, 2011 und 2012 die Wahl zur Sportlerin des Jahres. Im Mai 2010 wurde sie zur Ehrenbürgerin Wallgaus ernannt. Die als bodenständig und heimatverbunden geltende Sportlerin trug insbesondere während ihrer aktiven Karriere auch zur touristischen Vermarktung der Gemeinde bei. Sowohl eine Langlaufloipe als auch ein Wanderweg tragen ihren Namen.
Der Schauspieler und Synchronsprecher Klaus Guth lebte von 1968 bis 2018 ebenfalls in Wallgau. Guth begann seine Karriere am Theater und wirkte seit Anfang der 1980er Jahre in mehreren Fernsehfilmen und -serien mit, darunter Ein Fall für zwei, Monaco Franze – Der ewige Stenz und Der Bulle von Tölz. Als Synchronsprecher lieh er unter anderem Christopher Lee und John Cleese seine Stimme. In seinem Heimatort trat er regelmäßig bei Lesungen im Rahmen der Veranstaltungsreihe Wallgauer Kulturfrühling auf.